# Thor–2
A Thor–2 norvég közvetlen műsorszóró műhold, amely 1997–2008 között üzemeltetett a Telenor. Ez volt a cég első távközlési műholdja.

## Jellemzői
A Thor–2 a skandináv térséget, a Baltikumot és Grönlandot lefedő közvetlen műsorszóró műhold, melyet a Hughes Space and Communications Corporation (később Boeing Satellite Systems) készített a Hughes HS–376HP műholdplatformra alapozva. Eredetileg tervezet élettartama 11,5 év volt.
1997. május 21-én a US Air Force Cape Canaveral indítóbázisának az LC–17A jelű indítóállásából egy Delta 7925 (D243) típusú hordozórakétával állították geostacionárius pályára. A műhold a Telenor által használt nyugati hosszúság 1°-os pozícióban helyezkedett el az egyenlítő fölött.
Henger alakú, forgásstabilizált műhold. Átmérője 2,16, hossza 3,32 méter (nyitott pozíciójú antennákkal 7,76 méter), Tömege 1467 kilogramm. Szolgálati idejét 11,5 évre tervezték. Rendelkezésre állt 15 (plusz három tartalék) 26 MHz sávszélességű transzponder, melyek az az Intelsat 707 által üresen hagyott 11,2–11,4 GHz-es frekvenciatartományban (Ku sáv) üzemelnek. A sugárzási központban 52 dBW térerőt biztosít. Ebben a régióban a műhold jelei akár 50 cm-es átmérőjű parabolaantennával is vehetők.
Energiaellátását az 1,4 kW összteljesítményű, gallium-arzenid alapú napelemek biztosították, melyeket a műhold felületén helyeztek el. Földárnyékban az energiaellátását nikkel-hidrogén (NiH2) akkumulátorok biztosították. Global Positioning System (GPS) rendszer alkalmazásával biztosították a folyamatos helyzetértékelést.[forrás?] Hajtóanyaga (hidrazin) valamint gázfúvókái segítették a stabilitását és a pályakorrekciók biztosítását.[forrás?]
2008-ban üzemen kívül helyezték, majd 2013. január elején kb. 350 km-rel a geoszinkron pálya fölé, parkolópályára állították.